# Ricardo Flores Magón, Chicomuselo
Ricardo Flores Magón är en ort i Mexiko.   Den ligger i kommunen Chicomuselo och delstaten Chiapas, i den sydöstra delen av landet, 800 km sydost om huvudstaden Mexico City. Ricardo Flores Magón ligger 673 meter över havet och antalet invånare är 301.
Terrängen runt Ricardo Flores Magón är varierad. Runt Ricardo Flores Magón är det ganska glesbefolkat, med 27 invånare per kvadratkilometer. Närmaste större samhälle är Chicomuselo, 14,9 km sydost om Ricardo Flores Magón. I omgivningarna runt Ricardo Flores Magón växer huvudsakligen savannskog.